# About Damn Time
Singles de Lizzo
Rumors
(2021) 2 Be Loved (Am I Ready)
(2022)
About Damn Time est une chanson de la rappeuse et chanteuse américaine Lizzo sortie le 14 avril 2022 sous les labels Nice Life et Atlantic Records. C'est le single principal du quatrième album de Lizzo, Special, sorti le 15 juillet 2022. La chanson devient son deuxième numéro 1 des ventes aux États-Unis. Elle est nommée dans les catégories Chanson de l'année, Meilleure vidéo pop et Chanson de l'été des MTV Video Music Awards de 2022. Lors de cette cérémonie, About Damn Time est sacrée Meilleure vidéo engagée.
Elle remporte le Grammy Award de l'enregistrement de l'année en 2023.

## Historique
About Damn Time est la dernière chanson à être écrite pour Special. Avant que About Damn Time ne soit créé, Lizzo trouvait son album incomplet. Elle souhaitait une chanson avec le même effet exaltant que Good as Hell, sortie en 2016.
Blake Slatkin, coauteur et coproducteur de la chanson, déclare dans une interview à Billboard que Ricky Reed et lui ont commencé à travailler sur la chanson en janvier 2022. Il a fallu plus de trente sessions studio pour finaliser About Damn Time.
S'exprimant à propos du thème de la chanson, Lizzo déclare qu'elle voulait « écrire une chanson qui nous permettait de prendre un temps de pause et de célébrer notre vécu, d'où nous venons ».

## Performance

### Classements hebdomadaires
About Damn Time est le deuxième numéro 1 de Lizzo au Billboard Hot 100.
About Damn Time est le deuxième numéro 1 de Lizzo au Billboard Hot 100.
| Classement (2022)                       | Meilleure position |
| --------------------------------------- | ------------------ |
| Argentine (Hot 100)                     | 48                 |
| Allemagne (Media Control AG)            | 34                 |
| Australie (ARIA)                        | 3                  |
| Autriche (Ö3 Austria Top 40)            | 23                 |
| Belgique (Flandre Ultratop 50 Singles)  | 2                  |
| Belgique (Wallonie Ultratop 50 Singles) | 3                  |
| Bulgarie(PROPHON)                       | 3                  |
| Canada (Hot 100)                        | 2                  |
| Canada (Adult Contemporary)             | 3                  |
| Canada (CHR/Top 40)                     | 1                  |
| Canada (Hot AC)                         | 1                  |
| Tchéquie (IFPI Singles Digitál)         | 11                 |
| Croatie (HRT)                           | 4                  |
| Danemark (Tracklisten)                  | 14                 |
| Finlande (Suomen virallinen lista)      | 19                 |
| Finlande (Suomen virallinen lista)      | 19                 |
| France (SNEP)                           | 52                 |
| France (SNEP Radio)                     | 12                 |
| Grèce (IFPI)                            | 12                 |
| Hongrie (Rádiós Top 40)                 | 22                 |
| Hongrie (Stream Top 40)                 | 11                 |
| Irlande (IRMA)                          | 2                  |
| Italie (FIMI)                           | 14                 |
| Japon (Hot 100)                         | 6                  |
| Mexique (Regional Mexican Airplay)      | 1                  |
| Pays-Bas (Nederlandse Top 40)           | 17                 |
| Pays-Bas (Single Top 100)               | 17                 |
| Nouvelle-Zélande (RMNZ)                 | 2                  |
| Norvège (VG-lista)                      | 13                 |
| Portugal (AFP)                          | 28                 |
| Slovaquie (IFPI Rádio)                  | 100                |
| Corée du Sud (Gaon)                     | 116                |
| Suède (Sverigetopplistan)               | 22                 |
| Suisse (Schweizer Hitparade)            | 13                 |
| Royaume-Uni (UK Singles Chart)          | 3                  |
| États-Unis (Hot 100)                    | 1                  |
| États-Unis (Adult Contemporary)         | 13                 |
| États-Unis (Adult Pop Songs)            | 1                  |
| États-Unis (R&B/Hip-Hop Songs)          | 1                  |
| États-Unis (Pop Airplay)                | 1                  |
| États-Unis (Rhythmic Songs)             | 1                  |

## Certifications
| Pays             | Certification | Ventes     |
| ---------------- | ------------- | ---------- |
| Australie        | Platine       | 70 000‡    |
| Autriche         | Or            | 15 000‡    |
| Brésil           | Platine       | 40 000‡    |
| Canada           | 3 × Platine   | 240 000‡   |
| Danemark         | Or            | 45 000‡    |
| États-Unis       | 2 × Platine   | 2 000 000‡ |
| France           | Or            | 100 000‡   |
| Italie           | Platine       | 100 000‡   |
| Nouvelle-Zélande | Platine       | 30 000‡    |
| Norvège          | Platine       | 60 000‡    |
| Pologne          | Or            | 25 000‡    |
| Portugal         | Platine       | 10 000‡    |
| Royaume-Uni      | Platine       | 600 000‡   |